# Drake Maverick
James Michael Curtin (nacido el 30 de enero de 1983) es un luchador profesional inglés, que trabaja para la WWE, en su primera marca Raw como escritor creativo, bajo el nombre Drake Maverick. Curtin es conocido también por su trabajo para la empresa TNA (ahora Impact Wrestling), donde trabajo bajo el nombre Rockstar Spud.
Dentro de WWE, fue presentado como el primer gerente general de 205 Live, además de tener seis reinados como Campeón 24/7. También ha trabajado para Fight Club Pro, SAS Wrestling, Frontier Wrestling Alliance, Anti-Watershed Wrestling (AWW), IPW:UK, New Generation Wrestling (NGW) y Triple X Wrestling (TXW).

## Carrera en lucha libre profesional

### Carrera temprana
Curtin originalmente fue entrenado por Jack Storm y Chris Gilbert en la promoción K-Star Wrestling en Birmingham, antes de eventualmente llegar bajo la tutela de "Charming" Don Charles en la SAS Wrestling Academy. Bajo el nombre de Spud, llegó a luchar en muchas promociones independientes dentro del Reino Unido, los Estados Unidos y Europa. Mientras estaba en el circuito independiente, las primeras apariciones importantes de Spud vinieron con la promoción Revolution British Wrestling en 2003. El 30 de agosto de 2003, Spud derrotó a Jack Hazard para convertirse en el primer Campeón Británico Peso Wélter de RBW, un título que retuvo durante varios meses antes de perderlo ante "The Gift" Ross Jordan en un Iron Man Match en diciembre de 2003.

### Frontier Wrestling Alliance (2004–2011)
Spud omenzó a trabajar para Frontier Wrestling Alliance en 2004 y fue traído al plantel principal para ser utilizado como un jobber por un corto tiempo, compitiendo contra oponentes mucho más grandes. Durante el inicio de 2005, sin embargo, FWA comenzó a exhibir su división peso mosca; ese mismo año, Spud entró en un torneo para coronar a un Campeón Peso Mosca. Él llegó a la final del torneo, donde fue derrotado por Ross Jordan, quien se convirtió en el primer Campeón Peso Mosca de la FWA. Sin embargo, Jordan solo obtuvo la victoria después de que el árbitro detuvo la lucha debido a una lesión de pierna (kayfabe) de Spud. Ambos continuaron su rivalidad por más de 14 meses, con Jordan repetidamente atacando a Spud en intentos de volver a lesionar su pierna. La rivalidad terminó cuando Spud derrotó Jordan en un Last Man Standing Match en FWA Last Fight at the Prom el 30 de septiembre de 2006.
A raíz de un acuerdo de intercambio de talentos con la FWA, Spud hizo su primera aparición en los Estados Unidos en abril de 2006, compitiendo por Ring of Honor durante las dos noches de su show Weekend of Champions. Spud apareció durante la primera gira de shows de ROH en el Reino Unido en agosto de 2006, Unified y Anarchy in the UK. Él compitió en nombre de FWA durante el evento British Wrestling United National Under 23s Championship, siendo la entrada de FWA en el torneo para coronar al primer campeón menor de 23 años de edad. Sin embargo, Spud perdió ante el eventual ganador del torneo Sam Slam en la primera ronda.

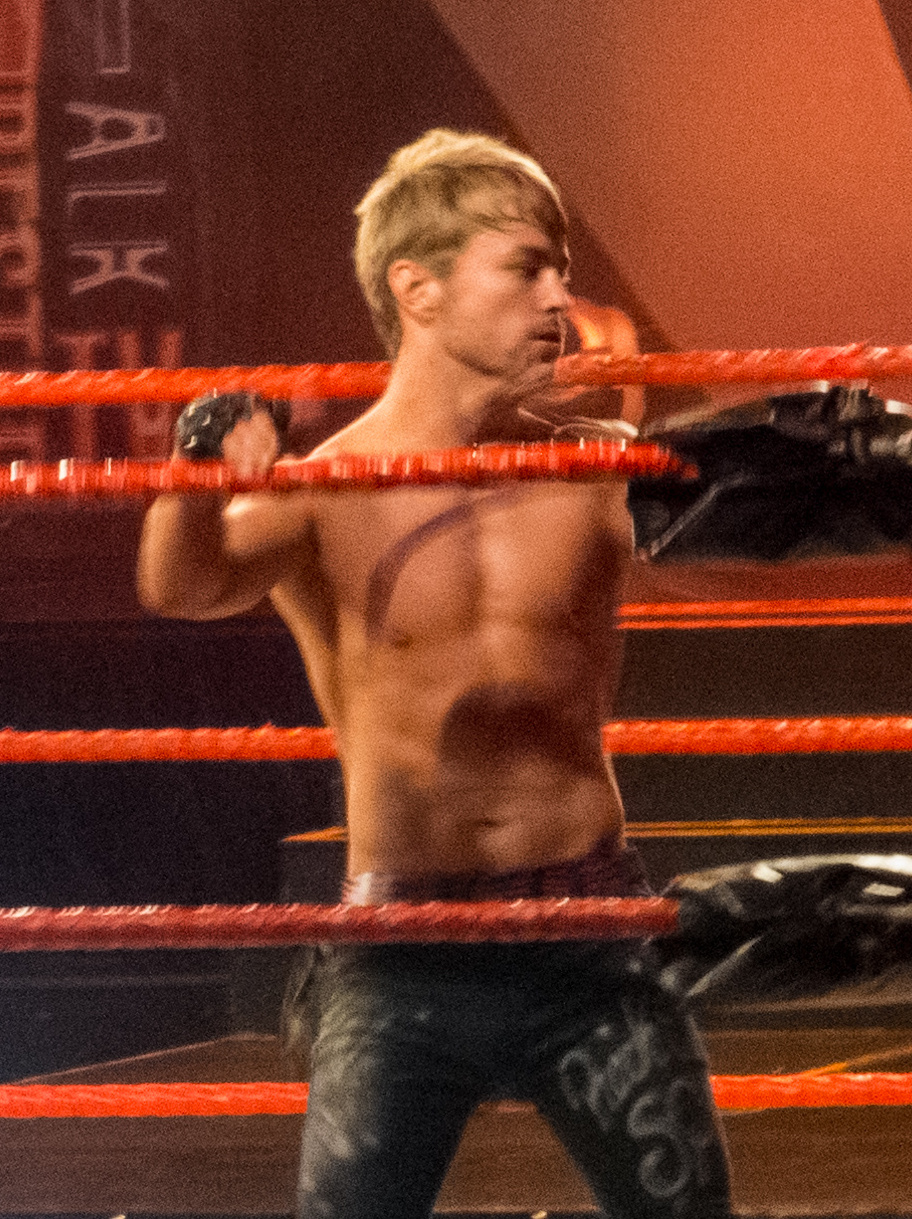
Spud luchando en 2010.

Tras el relanzamiento de la FWA, Spud luchó bajo su gimmick de Rockstar con una entrada que incluía una guardia de seguridad mujer, una banda y una groupie. En el show de regreso, New Frontiers, Spud fue colocado en el torneo por el Campeonato Peso Mosca de la FWA y ganó el Fatal Four-Way Match de clasificación. Él perdió en la siguiente ronda ante Jonny Storm. En 2010, Spud tuvo una guerra de palabras con Storm y participaría en múltiples torneos por el Campeonato Peso Mosca de la FWA. Su rivalidad con Storm culminó en una lucha en New Frontiers 2011, que terminó sin resultado.

### XWA (2007–2011)
Después de que la rivalidad entre FWA y IPW:UK terminara, la promoción XWA fue fundada sobre los restos de la FWA. Spud tuvo una rivalidad con el campeón Peso Mosca de la XWA El Ligero, derrotándolo en un Last Man Standing Match para convertirse en campeón con la ayuda de The Kartel y Martin Stone para formar la facción "The Firm". Spud ganó una batalla real para convertirse en el retador al Campeonato Peso Pesado de la XWA mientras aún era el campeón Peso Mosca de la XWA, lo que logró hacer después de vencer a Sam Slam en Last Fight at the Prom 2009. Sin embargo, Spud fue despojado del Campeonato Peso Mosca de la XWA debido a su falta de defensas y también perdió el Campeonato Peso Pesado de la XWA posteriormente en el año ante Johnny Phere. Spud, desde que perdió el Campeonato Peso Pesado de la XWA, sufrió una serie de derrotas y luego sufrió una lesión en septiembre de 2010 en una lucha con Nathan Cruz. Spud hizo su regreso en febrero de 2011, confrontando a Cruz y a su ex aliados de su equipo Team Rockstar por abandonarlo en la anual XWA Goldrush Rumble.

### Otras promociones
Pro Wrestling Guerrilla hizo su primera gira por el Reino Unido en febrero de 2006 en donde Spud hizo equipo con Topgun Talwar y Aviv Maayan para enfrentar a Excalibur, Disco Machine y Ronin en un Six-Man Tag Team Match en donde Spud fue cubierto por Excalibur. En el segundo show de PWG en octubre de 2007 Spud se enfrentó a Joey Ryan, siendo derrotado Spud. Spud también se convirtió en una de las estrellas británicas superiores en la lista de One Pro Wrestling desde sus inicios en el año 2005. Todavía compitiendo bajo el gimmick de luchador débil pero favorito, Spud tuvo una larga rivalidad con el luchador estadounidense Sterling James Keenan y el super peso pesado Abyss. Spud y su compañero Luke Dragon Phoenix resurgieron en 1PW para ganar los campeonatos en parejas en su debut como equipo, pero Spud dejó la promoción en el invierno de 2007 después de perder los títulos ante The Damned Nation junto con su compañero Luke Dragon Phoenix. Spud luego regresó a 1PW en The 3rd Year Anniversary, como el compañero de equipo sorpresa de Hubba Bubba Lucah para finalmente causar que The Damned Nation se disolviera. El 15 de noviembre de 2009, él derrotó a Darkside para ganar el Campeonato Peso Absoluto de 1PW.

### Total Nonstop Action Wrestling

#### British Boot Camp y territorio de desarrollo (2012–2013)

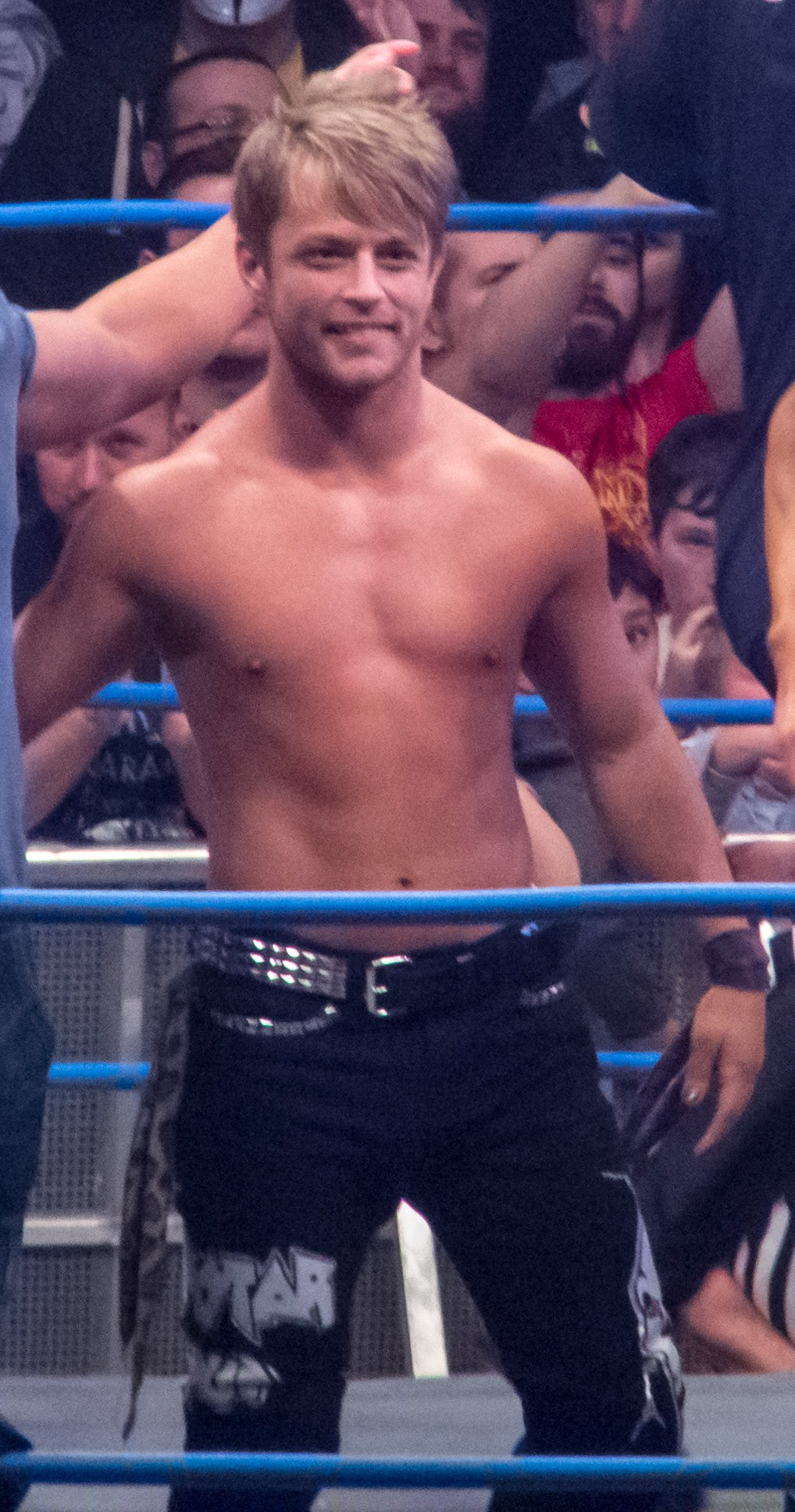
Rockstar Spud en 2013.

En enero de 2012 Spud hizo dos apariciones en house shows de la TNA en Portugal. Él se enfrentó a Jonny Storm, Jody Fleisch y Pac en un Fatal Four-Way Match. Spud apareció en el reality show TNA British Boot Camp que comenzó a transmitirse en 1 de enero de 2013. En la última edición del show, Spud ganó la competición y ganó un lugar en el roster de la TNA. Spud hizo su debut en el episodio del 7 de febrero de Impact Wrestling, en una entrevista que fue interrumpida por Robbie E y Robbie T y que terminó con Spud atacando a Robbie E. Spud hizo su debut en el ring en el episodio del 21 de febrero de Impact Wrestling, derrotando a Robbie E.
Spud regresó en el episodio del 18 julio de Impact Wrestling, cuando participó en el episodio de Destination X de Impact Wrestling y entró en un torneo para determinar al nuevo Campeón de la División X; fue derrotado por Greg Marasciulo en la primera lucha de la ronda, que también incluyó a Rubix. Luego, Spud fue enviado a Ohio Valley Wrestling, el territorio de desarrollo de TNA e hizo su debut en el episodio del 13 de marzo de 2013 de OVW. Él derrotó a Cliff Compton por el Campeonato Televisivo de la OVW, haciéndole el primer hombre en ganar el título en su lucha de debut. Él iría a defender el título por 59 días haciendo varias defensas semanales exitosas antes de perderlo ante Randy Royal.
En la edición del 28 de noviembre de Impact Wrestling, Spud regresó como el nuevo Jefe de Personal de Dixie Carter. Más tarde en la noche, organizó una cena en el ring con el plantel entero de heels solo para ser interrumpido por Kurt Angle y los faces de TNA, lo que terminó en una pelea.

#### 2014–2017
En el episodio del 30 de enero trató de interrogar a The Wolves (Eddie Edwards & Davey Richards) sobre quién era el inversionista (luego revelado como MVP) solo para ser atacado por ellos. Después de que Team Dixie fuera derrotado por Team MVP en Lockdown, MVP (el nuevo "Director de Operaciones" de Impact Wrestling) anunció que Impact Wrestling ya no necesitaría un jefe de personal. Sin embargo, cuando su contrato con TNA iba a renovarse en abril de 2014, Carter, a su regreso, le otorgó una "extensión substancial de contrato" para premiar su lealtad a ella y también mantuvo su posición como jefe de personal de Carter. A través de la relación de TNA con WRESTLE-1, Spud hizo su debut para la promoción japonesa en Tokio el 6 de julio, haciendo equipo con Ethan Carter III en una lucha en parejas, donde fueron derrotados por Tajiri y Yusuke Kodama.

### WWE

#### 2018-2019
Spud debutó en WWE el 30 de enero de 2018, siendo anunciado por Daniel Bryan como el primer gerente general de 205 Live, cambiando su nombre a Drake Maverick y en su primer acto como gerente general organizó un Torneo por el Vacante Campeonato Peso Crucero de la WWE y la final sería en Wrestlemania 34.
Siguió con sus labores de gerente general incluso cuando fue a Raw para ser Mánager de The Authors Of Pain.
A inicios del 2019 comenzaba a recibir quejas de Maria & Mike Kanelllis de por qué Mike no recibía ninguna oportunidad titular, y Maverick respondiendo que se lo tiene que ganar.
En febrero anunciaría un torneo para determinar al Contendiente #1 al Campeonato Peso Crucero de la WWE de Buddy Murphy en Wrestlemania 35, después de ello Maverick comenzaba a recibir amenazas de Maria & Mike Kanellis que si no le daban una lucha por el título Peso Crucero renunciarian, y Maverick lo tomo de manera para nada profesional, hasta el episodio de 205 Live del 16 de julio donde atacó a Mike Kanellis después de encararlo y posteriormente retándolo. Y el en 205 Live del 30 de julio se enfrentó a Mike Kanellis en un Unsancioned Match, en el que si Kanellis ganaba, tendría una oportunidad por el Campeonato Peso Crucero de la WWE de Drew Gulak, con Maverick ganando el combate, después del combate sería entrevistado, respondiendo que no tendría interés en seguir luchando en 205 Live.

#### 2019-2021
El 3 de septiembre del mismo año apareció acompañando a The Authors of Pain y revelándose como su nuevo mánager, declarando también que sería el encargado de convertir al dúo en los próximos Campeones por Parejas del show rojo cambiando a Heel. Y se encargó de que fueran Campeones en Pareja de Raw, al hablar con Baron Corbin y The Authors Of Pain ganaron los títulos al derrotar a Seth Rollins, y así ingresando a Survivor Series representando a la marca Roja donde se enfrentarían contra Los Campeones en Pareja de SmackDown The Bar, y en medio del combate Maverick se orinó del miedo al ser tomado del cuello por el Big Show pero al final ganaron The Authors Of Pain. Posterior a ese error entraron en una rivalidad contra Bobby Roode & Chad Gable pero los perderían ante Bobby Roode & Chad Gable. Luego de que Akam se lesionara dejó a Maverick representando solo a Rezar en solitario hasta que silenciosamente dejó de ser su mánager, para comenzar a perseguir el Campeonato 24/7 de R-Truth desesperadamente cada semana tanto como en Raw, SmackDown Live! & 205 Live!, incluso fuera de las cámaras, hasta que al fin lo consiguió derrotando a R-Truth en el estacionamiento mientras estaba disfrazado de Carmella, pero lo perdería 3 días después en su boda con su esposa Renee Michelle, que causó una separación y distanciamiento entre ellos, incluyéndola en su búsqueda por recuperar el título 24/7 y en un Raw desafió a R-Truth a una lucha para recuperar el título pero no lo consiguió y durante la semana estuvo deprimido por perder a su esposa y el título, pero en el Raw 1 de julio derrotó a R-Truth y ganó por segunda vez el título 24/7, escapando de luchadores que querían arrebatarselo tales como Titus O'Neil, Heath Slater, No Way Jose, EC3, Eric Young, Cedric Alexander, Curt Hawkins Zack Ryder Shelton Benjamin Matt Hardy Curtis Axel Bo Dallas & R-Truth, y mantuvo el título por 14 días y lo celebró llevando a Rochelle su esposa a una luna de miel en un hotel mientras al lado se hacía Raw, sin embargo lo perdería nuevamente ante R-Truth cuando lo cubrió en la cama.
En WWE Raw Reunion cubrió a R-Truth mientras estaba siendo entrevistado por Charly Caruso mientras estaba siendo distraído por René Michelle, ganando por 3.ª vez el Campeonato 24/7 pero lo perdería minutos después en los vestuarios cuando lo asustó The Boogeyman y Pat Patterson aprovechó a patearlo y a cubrirlo para la cuenta de 3, así perdiéndolo ante Pat Patterson, sin embargo lo recuperó más tarde en la noche atacando a Ted Dibiasi en su limosina ganado el Campeonato 24/7 por 4.ª vez, pero antes de escapar fue persiguido por Titus O'Neil, EC3, No Way Jose & Heath Slater por todo el stadium hasta perderlos de vista, sin embargo R-Truth lo cubrió con ayuda de Carmella, perdiendo el título y R-Truth escapándose en la limo que estaba su esposa Rene Michelle. 
En el SmackDown Live! del 27 de agosto cubrió a Elias, que había sido atacado por Kevin Owens, ganando por 5.ª vez el Campeonato 24/7, con un reinado de 7 dias, en el SmackDown Live! del 3 de septiembre mientras caminaba con su esposa Renee Rochelle en un estacionamiento, fue atacado por The Singh Brothers(Sunil & Samir), Gran Metalik & The B-Team(Bo Dallas & Curtis Axel), al final siendo derrotado por Bo Dallas, perdiendo el título, más tarde esa noche lo recuperaría cubriendo a Bo Dallas en el ring, ganando por sexta vez el Campeonato 24/7, sin embargo R-Truth lo cubriria perdiendo nuevamente el título.
En el SuperStar Shake-Up fue transferido a SmackDown, donde apareció en segmentos a finales de año junto a Elias & Dana Brooke siendo humillado por Elias & Brook en el ring.
El 15 de abril, Maverick fue liberado de su contrato en la empresa, sin embargo, antes de su despido había Sido confirmado para participar en el torneo para ser el campeón interino del NXT Cruiserweight Championship, por lo cual siguió luchando pero sin contrato, en la segunda ronda fue derrotado por Jake Atlas, mientras que en la tercera derrotó a Tony Nese (el no luchó en la primera ronda) marcando su récord 1-1. El 20 de mayo Maverick derrotó a Kushida, quedando con récord 2-1, empatando con Atlas y Kushida. Una semana después, Maverick avanzó a las finales del torneo, derrotando en un combate de Triple Amenaza ante Atlas y Kushida. La siguiente semana, Maverick perdió en la final ante El Hijo del Fantasma por el campeonato, aunque después de la lucha, Triple H le ofreció un contrato de NXT a Maverick, quien aceptó.
Comenzando el 2021, en el 205 Live emitido el 15 de enero, junto a Killian Dain derrotaron a Curt Stallion & August Grey en la primera Ronda del Torneo Dusty Rhodes Tag Team Classic, avanzando a la 2.ª Ronda. En el Pre-Show de la Noche 2 de NXT TakeOver: Stand & Deliver, junto a Killian Dain derrotaron a Breezango (Fandango & Tyler Breeze) y ganaron una oportunidad a los Campeonatos en Parejas de NXT de MSK(Nash Carter & Wes Lee). 5 días después en el debut de NXT en los martes, junto a Killian Dain se enfrentaron a MSK(Nash Carter & Wes Lee) por los Campeonatos en Parejas de NXT, sin embargo perdieron.
El 18 de noviembre del 2021, como parte de una octava ronda de despidos ejecutado por la WWE, debido a los efectos causados por la Pandemia por COVID-19 fue despedido de la empresa, junto con John Morrison, Tegan Nox, Isaiah "Swerve" Scott, entre otros luchadores.

#### 2022-presente
En febrero de 2022, se informó que WWE volvió a contratar a Curtin y ahora trabaja como miembro de su equipo creativo.

## Otros medios
En agosto de 2006, Curtin apareció en Big Brother's What They Did After the House de Channel 4, donde fue derrotado por el concursante de Big Brother Billi Bhatti en un show de IPW:UK en Orpington, Inglaterra. En enero de 2011, Curtin apareció como su personaje Rockstar Spud en Snog Marry Avoid? de BBC Three, donde se le dio un cambio de imagen. Él tuvo una pequeña parte como un payaso en un cortometraje llamado Light the Lights.

## Campeonatos y logros
- One Pro Wrestling
  - 1PW Tag Team Championship (1 vez) - con Dragon Phoenix
  - 1PW Openweight Championship (1 vez)

- Anti-Watershed Wrestling
  - AWW Heavyweight Championship (1 vez)

- British Real Attitude Wrestling League
  - BRAWL Cruiserweight Championship (1 vez)

- International Pro Wrestling: United Kingdom
  - IPW:UK Cruiserweight Championship (1 vez)
  - IPW:UK Tag Team Championship (1 vez) - con Dragon Phoenix
  - Extreme Measures Tournament (2005)

- K-Star Wrestling
  - KSW Commonwealth Championship (1 vez)

- Ohio Valley Wrestling
  - OVW Television Championship (1 vez)

- Pro Wrestling Illustrated
  - PWI lo situó en el #212 de los 500 mejores luchadores en los PWI 500 en 2013[18]

- Revolution British Wrestling
  - RBW British Welterweight Championship (1 vez)[19]
- SAS Wrestling
  - SAS United Kingdom Championship (2 veces)
- Tri-County Association Pro Wrestling
  - TAP Junior Heavyweight Championship (1 vez)

- Total Nonstop Action Wrestling
  - TNA X Division Championship (2 veces)
  - British Boot Camp (2013)

- Wrestling Association of Rugby
  - WAR Heavyweight Championship (1 vez)[20]

- XWA Wrestling
  - XWA Flyweight Championship (1 vez)
  - British Heavyweight Championship (1 vez)[21]

- World Wrestling Entertainment/WWE
  - WWE 24/7 Championship (8 veces)
  - Bumpy Lifetime Achievement Award (2020)[22]